# باتووو (بلغارستان)
باتووو (به بلغاری: Batovo) یک منطقهٔ مسکونی در بلغارستان است که در شهرستان دوبریچکا واقع شده‌است.